# Alchemilla sirjaevii
Alchemilla sirjaevii es una especie de planta del género Alchemilla, perteneciente a la familia Rosaceae.

## Taxonomía
Alchemilla sirjaevii fue descrita por Plocek en 1983.

## Distribución
Se encuentra en el territorio de Bulgaria.